# Gašinci
Gašinci (njemački: Gaschinzi) naselje su u općini Satnica Đakovačka, Osječko-baranjska županija. 
U blizini naselja nalazi se vojni poligon Hrvatske vojske – Vojni poligon Gašinci.

## Povijest
Do Drugoga svjetskog rata, Gašinci su bili naseljeni većinom Nijemcima i Hrvatima, tako da je prema popisu stanovništva iz 1910. godine u selu živjelo 1192 stanovnika, od čega 640 Nijemaca i 457 Hrvata.

## Udruge

### Kultura
U selu od 1997. godine djeluje Kulturno umjetničko društvo "Ledina", čija je deseta obljetnica postojanja obilježena 2007. godine folklornom smotrom "Kolo na Ledini". Običaj održavanja smotre nastavljen je tokom sljedećih devet godina, ali je u ljeto 2016. godine smotra doživjela svoje, barem zasad, posljednje izdanje.

### Sport
Od 1976. godine u selu je aktivan nogometni klub NK HOŠK, koji se trenutno natječe u sklopu 2. ŽNL Nogometnog središta Đakovo.
U lipnju 2013. godine, gašinački mininogometni tim CB LE-IV postao je državnim prvakom u mininogometu nakon što je u završnici svladao šibenski tim MNK Garage club public rezultatom 6:3.

### Ostale udruge
U selu je aktivno i "Dobrovoljno vatrogasno društvo Gašinci", osnovano 16. lipnja 1951. godine. Prvi upravni odbor društva činili su Mato Kovačević, Luka Kovačević, August Čar, Ivan Čar, Pero Miler, Mato Miler, Tomo Kraus, Antun Bolić, Ivo Vuković, Emil Perišić, Franjo Salaj te Antun Dvoržak. Već iduće godine sagrađen je i seoski vatorgasni dom. Društvo je i danas aktivno te redovito i uspješno sudjeluje na regionalnim i nadregionalnim vatrogasnim natjecanjima u više dobnih kategorija. Društvo je 2011. godine svečano obilježilo šezdesetu godišnjicu postojanja. 

## Stanovništvo
| broj stanovnika | 767   | 833   | 783   | 899   | 1108  | 1196  | 1187  | 1272  | 1216  | 1149  | 1097  | 1069  | 934   | 893   | 849   | 691   | 552   |
|                 | 1857. | 1869. | 1880. | 1890. | 1900. | 1910. | 1921. | 1931. | 1948. | 1953. | 1961. | 1971. | 1981. | 1991. | 2001. | 2011. | 2021. |

## Poznate osobe
- Goran Grubešić, nogometaš
- Vinko Barišić, poduzetnik